# Кубок Хмельницької області з футболу
Кубок Хмельницької області з футболу — обласні футбольні змагання серед аматорських команд. Проводиться під егідою Хмельницької обласної асоціації футболу.

## Усі переможці
| Сезон | Володар                                        | Фіналіст                                       | Рахунок               |
| ----- | ---------------------------------------------- | ---------------------------------------------- | --------------------- |
| 1947  | «Динамо» (м. Проскурів)                        |                                                |                       |
|       |                                                |                                                |                       |
| 1949  | «Динамо» (м. Кам'янець-Подільський)            | «Динамо» (м. Хмельницький)                     | 6:3                   |
| 1950  | «Динамо» (м. Проскурів)                        | «Динамо» (м. Кам'янець-Подільський)            | 4:2                   |
| 1951  | «Динамо» (м. Проскурів)                        | Збірна Старокостянтинова                       | 4:0                   |
| 1952  |                                                |                                                |                       |
| 1953  | «Динамо» (м. Проскурів)                        |                                                |                       |
| 1954  | «Динамо» (м. Хмельницький)                     | «Локомотив» (м. Шепетівка)                     | 11:0                  |
| 1955  | «Динамо» (м. Хмельницький)                     | «Буревісник» (м. Кам'янець-Подільський)        | 3:1                   |
| 1956  | «Буревісник» (м. Кам'янець-Подільський)        |                                                |                       |
| 1957  | «Буревісник» (м. Кам'янець-Подільський)        | «Динамо» (м. Хмельницький)                     | 3:2                   |
| 1958  | «Динамо» (м. Хмельницький)                     | «Спартак» (м. Хмельницький)                    | 3:1                   |
| 1960  | «Авангард» (м. Кам'янець-Подільський)          | «Динамо» (м. Хмельницький)                     | 2:1                   |
| 1961  | «Авангард» (м. Кам'янець-Подільський)          | «Авангард» (с. Понінка)                        | 3:0                   |
| 1962  | «Зірка» (м. Шепетівка)                         | «Динамо» (м. Хмельницький)                     | 2:1                   |
|       |                                                |                                                |                       |
| 1964  | «Стріла» (м. Ізяслав)                          | «Текстильник» (смт. Дунаївці)                  | 3:3, 1:1, 2:2 пен.?:? |
|       |                                                |                                                |                       |
| 1966  | «Енергія» (м. Хмельницький)                    | «Горинь» (м. Ізяслав)                          |                       |
| 1967  | «Горинь» (м. Ізяслав)                          | «Машинобудівник» (м. Хмельницький)             | 1:0                   |
| 1968  | «Авангард» (с. Понінка)                        | «Старт» (смт. Городок)                         | 2:1                   |
| 1969  | «Енергія» (м. Хмельницький)                    | «Горинь» (м. Ізяслав)                          | 1:0                   |
| 1970  | «Случ» (м. Красилів)                           | «Трактор» (м. Хмельницький)                    | 2:1                   |
| 1971  | «Случ» (м. Красилів)                           | «Поділля» (м. Кам'янець-Подільський)           | 1:0                   |
| 1972  | «Трактор» (м. Хмельницький)                    | «Случ» (м. Красилів)                           | 1:0                   |
| 1973  | «Случ» (м. Красилів)                           | «Енергія» (м. Хмельницький)                    | 3:1                   |
| 1974  | «Случ» (м. Красилів)                           | «Цементник» (м. Кам'янець-Подільський)         | 6:1                   |
| 1975  | «Случ» (м. Красилів)                           | «Енергія» (м. Хмельницький)                    | 5:0                   |
| 1976  | «Металіст» (м. Старокостянтинів)               | «Поділля» (м. Кам'янець-Подільський)           | 1:0                   |
| 1977  | «Случ» (м. Красилів)                           |                                                |                       |
| 1978  | «Металіст» (м. Старокостянтинів)               | ХТІПО (м. Хмельницький)                        | 3:1                   |
| 1979  | «Поділля» (м. Кам'янець-Подільський)           | «Корчагінець» (м. Шепетівка)                   | 3:2                   |
| 1980  | «Случ» (м. Красилів)                           | ХВАКУ (м. Хмельницький)                        | 1:0                   |
| 1981  | «Поділля» (м. Кам'янець-Подільський)           | «Металіст» (м. Старокостянтинів)               | 1:0                   |
| 1982  | «Корчагінець» (м. Шепетівка)                   | «Смотрич» (м. Кам'янець-Подільський)           | 4:0                   |
| 1983  | «Сокіл» (м. Красилів)                          | «Корчагінець» (м. Шепетівка)                   | 3:3 пен.?:?           |
| 1984  | «Сокіл» (м. Красилів)                          | «Харчовик» (м. Славута)                        | 2:1                   |
| 1985  | «Темп» (м. Хмельницький)                       | «Металіст» (м. Старокостянтинів)               | 4:2                   |
| 1986  | «Трактор» (м. Хмельницький)                    | «Стріла» (смт Волочиськ)                       | 1:0                   |
| 1987  | «Корчагінець» (м. Шепетівка)                   | «Сокіл» (м. Красилів)                          | 2:1                   |
| 1988  | «Іскра» (смт Теофіполь)                        | «Трактор» (м. Хмельницький)                    | 3:0                   |
| 1989  | «Трактор» (м. Хмельницький)                    |                                                |                       |
| 1990  | «Славутич» (м. Славута)                        | «Дністер» (смт. Стара Ушиця)                   | 2:1                   |
| 1991  | «Папірник» (с. Понінка)                        | «Горинь» (м. Ізяслав)                          | 2:1                   |
| 1992  | «Адвіс» (м. Хмельницький)                      | «Термопласт» (м. Хмельницький)                 | 1:0                   |
| 1993  |                                                |                                                |                       |
| 1994  | «Імпульс» (м. Кам'янець-Подільський)           | "Папірник» (с. Понінка)                        | 1-0                   |
| 1995  | «Імпульс» (м. Кам'янець-Подільський)           | КАЗ (м. Красилів)                              | 1-0                   |
| 1996  |                                                |                                                |                       |
| 1997  |                                                |                                                |                       |
| 1998  | «Цементник» (м. Кам'янець-Подільський)         | СК (м. Старокостянтинів)                       | 2:0                   |
| 1999  | «Динамо» (м. Кам'янець-Подільський)            | «Імідж-Університет» (м. Хмельницький)          | 2-0; 0-1              |
| 2000  | «Случ» (смт. Красилів)                         | «Поділля»-2 (м. Хмельницький)                  | 1:1 пен.4:3           |
| 2001  | «Споліеласт» (м. Славута)                      | «Поділля»-2 (м. Хмельницький)                  | 2:0                   |
| 2002  |                                                |                                                |                       |
| 2003  | «СКА» (м. Старокостянтинів)                    | «Енергія» (м. Хмельницький)                    | 4-1                   |
| 2004  | «Олімп-Університет» (м. Кам'янець-Подільський) | «Енергія» (м. Хмельницький)                    | 1-0                   |
| 2005  | «Поділля» (м. Хмельницький)                    | «Олімп-Університет» (м. Кам'янець-Подільський) | 2:2 пен. 4:2          |
| 2006  | «Поділля» (м. Хмельницький)                    | «Олімп-Університет» (м. Кам'янець-Подільський) | 5:4                   |
| 2007  |                                                |                                                |                       |
| 2008  | «Університет» (м. Кам'янець-Подільський)       | «ІНАПіК» (м. Дунаївці)                         | 0-0 пен. 3-1          |
| 2009  | «Енергетик»(м. Нетішин)                        | «Динамо»-2 (м. Хмельницький)                   | 2:2 пен. 4:2          |
| 2010  | «Збруч» (м. Волочиськ)                         | «Октава» (с. Слобідка-Рихтівська)              | 2:2 пен. 5:4          |
| 2011  | «Збруч» (м. Волочиськ)                         | «Октава» (с. Слобідка-Рихтівська)              | 4:1                   |
| 2012  | «Збруч» (м. Волочиськ)                         | «Сварог» (Славута)                             | 5:0                   |
| 2013  | «Случ» (м. Старокостянтинів)                   | «Мотор-Січ Збруч-2» (м. Волочиськ)             | 2:0                   |
| 2014  | «Збруч» (м. Волочиськ)                         | «Поділля» (м. Хмельницький)                    | 2:0                   |
| 2015  | «Збруч» (м. Волочиськ)                         | «Случ» (м. Старокостянтинів)                   | 1:1 пен. 3:2          |
| 2016  | «Случ» (м. Старокостянтинів)                   | «Случ» (м. Красилів)                           | 4:0                   |
| 2017  | «Случ» (м. Старокостянтинів)                   | «Фортеця» (м. Кам'янець-Подільський)           | 3:0                   |
| 2018  | «Случ» (м. Красилів)                           | «Случ» (м. Старокостянтинів)                   | 3:0                   |
| 2019  | «Епіцентр» (м. Дунаївці)                       | «Іскра» (м. Теофіполь)                         | 3:0                   |
| 2020  | «Епіцентр» (м. Дунаївці)                       | «Перлина Поділля» (смт. Білогір'я)             | 2:0                   |
| 2021  | «Іскра» (м. Теофіполь)                         | «Случ» (м. Красилів)                           | 4:1                   |
| 2022  | «Колос» (м. Полонне)                           | ФК «Дунаївці» (м. Дунаївці)                    | 5:0                   |
| 2023  | «Колос» (м. Полонне)                           | «Іскра» (м. Теофіполь)                         | 1:0                   |
| 2024  | «Колос» (м. Полонне)                           | «Адреналін-ДЮСШ-1» (м. Хмельницький)           | 5:1                   |
| 2025  | «Колос» (м. Полонне)                           | «Случ-Поділля» (м. Красилів)                   | 1:0                   |